# 독일 황제
독일 황제(독일어: Deutscher Kaiser)는 1871년에서 1918년 사이 독일 제국의 국가원수 직함인 세습군주직이다. 1871년 1월 18일 프로이센 왕국 빌헬름 1세가 취임하면서 신설되었고 1918년 11월 28일 빌헬름 2세가 공식적으로 폐위당하면서 소멸되었다. "독일 황제"라는 표현은 신성로마제국의 1512년 이후 공식 국호인 "독일 민족의 신성로마제국"에서 유래했다.
1918년 독일 혁명 이후 독일의 국가원수직은 국가대통령(Reichspräsident)이 맡게 되었고 프리드리히 에베르트가 초대 대통령으로 취임했다.

## 상세

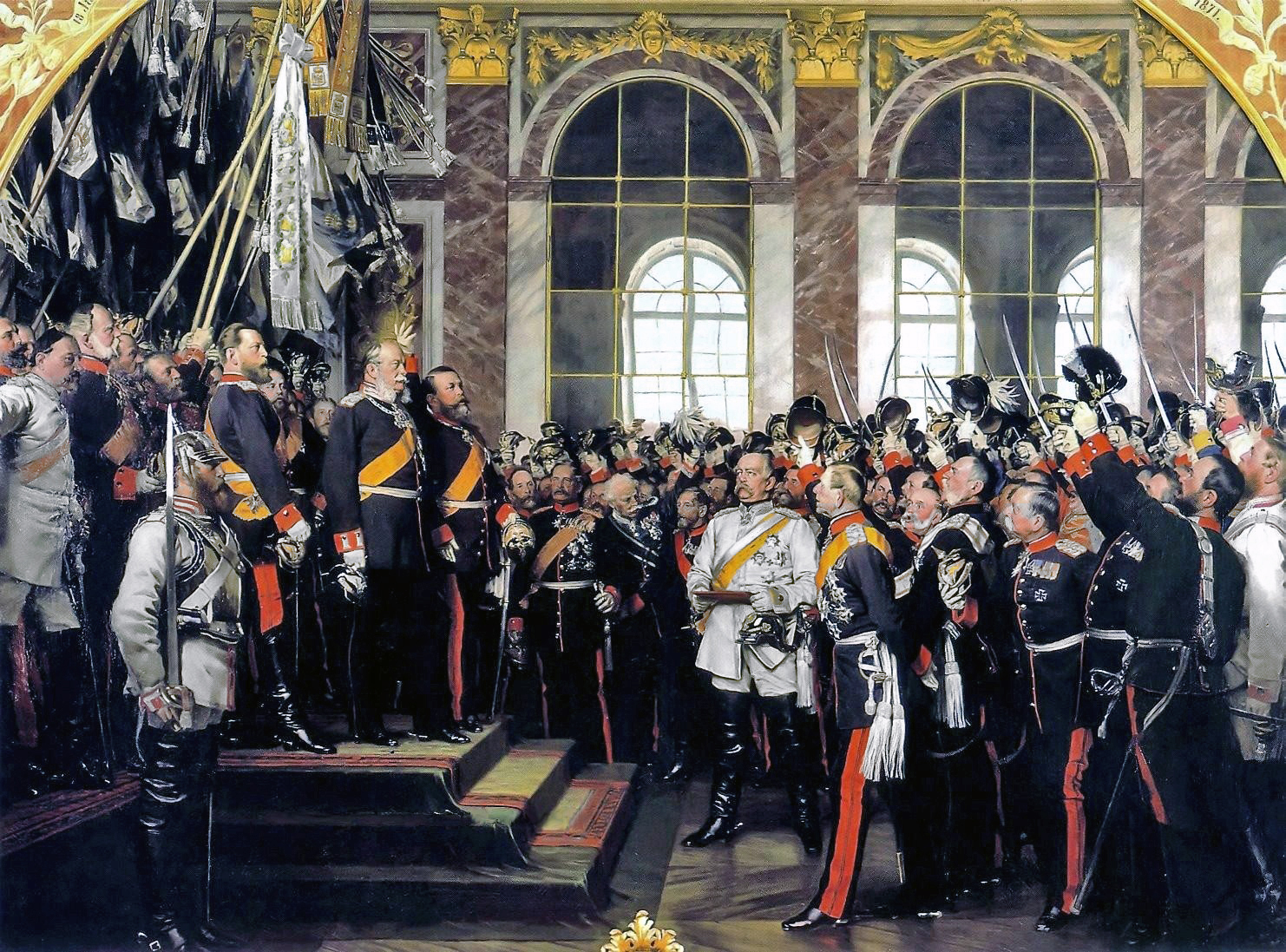
빌헬름 1세가 프랑스 베르사유 궁 거울의 방에서 독일 황제의 탄생을 선포하는 모습.

"독일 황제"라는 작위명은 프로이센의 총리이자 북독일 연방의 연방수상이었던 오토 폰 비스마르크가 심사숙고해서 고른 것이었다. 황제로 추대된 당사자인 빌헬름 1세는 봉건적 사고방식에서 탈피하지 못한 구시대인이었고 제위를 만들고 오르는 것에 심드렁해했다. 1849년 프랑크푸르트 국민회의에서 제안된 바 있었던 "독일인의 황제" 칭호는 민족주의적 성격이 다분했기에 왕권신수설의 신봉자로서 자신은 신의 대행하는 군주이지 국민군주가 아니라고 생각한 빌헬름 본인이 기각시켰다. 빌헬름은 "독일의 황제(Kaiser von Deutschland)"를 칭하고 싶어했다. 하지만 이 칭호는 독일 제국을 구성할 다른 제후국들이 법적으로 완벽히 빌헬름의 신하가 되는 것이기 때문에 동의를 얻기 힘들었으며, 외국의 독일어권 영토(오스트리아, 스위스, 룩셈부르크 등)에 대한 영유권을 주장하려 한다는 느낌을 줄 수 있었다. 그래서 타협적으로 어정쩡한 "독일 황제(Deutscher Kaiser)"가 제시되었고 빌헬름은 마지못해 받아들였다.
보불전쟁에서 승리하고 베르사유 궁 거울의 방에서 독일 황제의 대관식이 거행되면서 북독일 연방은 독일 제국으로 이행했다. 독일 제국은 연방군주제 국가였다. 황제는 국가원수이자 동시에 연방에 가맹한 군주들 중 필두인 의장(president)의 위치에 있었다. 제국 헌법 하에서, 제국은 프로이센 국왕이 의장직을 독점하는 연합국가로 규정되었다. 프로이센 국왕은 헌법에서 "연합 의장(President of the Confederation)"으로 규정되는데, 즉 국가연합의 의장인 황제직은 프로이센 국왕직과 불가분 연결되어 있는 것이었다. 제1차 세계 대전에 패전한 이후 빌헬름 2세가 독일 황제에서는 퇴위하나 프로이센 국왕위는 유지하면서 동군연합으로 군주제를 유지하려던 계획은 이 헌법 조항 때문에 불가능해졌다.

## 목록
| 초상 | 이름            | 생몰                                      | 즉위            | 퇴위                     | 가문       | 비고                                                                               |
| ---- | --------------- | ----------------------------------------- | --------------- | ------------------------ | ---------- | ---------------------------------------------------------------------------------- |
|      | 빌헬름 1세 대제 | 1797년 3월 22일 - 1888년 3월 9일 (90세)   | 1871년 1월 18일 | 1888년 3월 9일           | 호엔촐레른 | 1866년부터 북독일 연방 의장으로서 헌법상 규정된 황제와 위상과 역할이 사실상 같았음 |
|      | 프리드리히 3세  | 1831년 10월 18일 - 1888년 6월 15일 (56세) | 1888년 3월 9일  | 1888년 6월 15일          | 호엔촐레른 | 빌헬름 1세의 적자                                                                  |
|      | 빌헬름 2세      | 1859년 1월 27일 - 1941년 6월 4일 (82세)   | 1888년 6월 15일 | 1918년 11월 9일 (폐위됨) | 호엔촐레른 | 프리드리히 3세의 적자 빌헬름 1세의 적손                                            |

## 같이 보기
- 독일의 역사
- 신성 로마 황제
- 독일의 군주 목록
- 프로이센의 군주 목록